# クリスティアン・イダルゴ
クリスティアン（Cristian）こと、クリスティアン・イダルゴ・ゴンサレス（Cristian Hidalgo González 、1983年9月21日 - ）は、スペイン国バルセロナ出身のサッカー選手。ポジションはフォワードおよびミッドフィルダー (左サイドハーフ。左ウィング)。

## 経歴
FCバルセロナの下部組織出身で、2003年にFCバルセロナBへ昇格した。同クラブではフォワードとしてプレーし、加入初年度の2003－04年度には3得点、翌年度には4得点を挙げた。2005-06年度はウィングへとポジションを変更。その年度は合計11得点を挙げた他、同年度のコパ・デル・レイ準々決勝 (対戦相手: サモラCF) でトップチームにデビューした。
2006年にデポルティーボ・デ・ラ・コルーニャに移籍し、同年8月27日の開幕節 (対戦相手: レアル・サラゴサ) に途中出場してプリメーラ・ディビシオンにデビューした。翌2007年1月7日開催の第17節 (対戦相手: レアル・マドリード) で1得点を挙げたが、これがプリメーラ・ディビシオン初得点となった。翌2007-08年度第15節、前所属クラブのFCバルセロナとの試合で開始2分に先制点を挙げ、試合は2-1でバルセロナが勝利した。
2009年にセグンダ・ディビシオン所属だったエルクレスCFに移籍。26試合に出場して3得点を挙げ、クラブのプリメーラ・ディビシオン昇格を経験した。

## 成績
| シーズン | クラブ         | 背番号 | リーグ         | リーグ | リーグ | カップ戦 | カップ戦 | カップ戦 | スペイン代表 | スペイン代表 | スペイン代表 |
| シーズン | クラブ         | 背番号 | ディヴィジョン | 試合   | 得点   | 大会     | 試合     | 得点     |              |              |              |
| -------- | -------------- | ------ | -------------- | ------ | ------ | -------- | -------- | -------- | ------------ | ------------ | ------------ |
| シーズン | クラブ         | 背番号 | ディヴィジョン | 試合   | 得点   | 大会     | 試合     | 得点     | 試合         | 得点         |              |
| 2003-04  | バルセロナB    | -      | 2              |        |        | -        | -        | -        | -            | -            |              |
| 2004-05  | バルセロナB    | -      | 2              |        |        | -        | -        | -        | -            | -            |              |
| 2005-06  | バルセロナB    | -      | 2              |        |        | -        | -        | -        | -            | -            |              |
| 2006-07  | デポルティーボ | 20     | 1              |        | 1      | -        | -        | -        | -            | -            |              |
| 2007-08  | デポルティーボ | 20     | 1              |        | 1      | -        | -        | -        | -            | -            |              |
| 2008-09  | デポルティーボ | 20     | 1              |        | 0      | -        | -        | -        | -            | -            |              |
| 2009-10  | エルクレス     | 6      | 2              | 26     | 3      | -        | -        | -        | -            | -            |              |
| 2010-11  | エルクレス     | 6      | 1              | -      | -      | -        | -        | -        | -            | -            |              |